# 이토 사라
이토 사라(일본어: 伊藤 彩羅, 2001년 11월 11일 ~ )는 일본의 여자 축구 선수이다.

## 구단 경력
2018년 닛테레 도쿄 베르디 벨레자에 입단했고, 4년동안 팀에서 뛰었다.

## 국가대표팀 경력
그녀는 2018년 FIFA U-17 여자 월드컵에 참가할 일본 U-17 국가대표팀에 발탁되었으며, 4경기에 출전, 2득점을 넣었다.